# Dragonero - I Paladini
Dragonero - I Paladini è una serie animata italiana, ispirata alla serie a fumetti Dragonero Adventures di Luca Enoch e Stefano Vietti pubblicata da Sergio Bonelli Editore.
La serie è stata presentata in anteprima con i suoi primi quattro episodi, proiettati a Lucca Comics and Games il 29 ottobre 2022 e trasmessi su Rai 2 il 26 dicembre dello stesso anno, per poi essere pubblicata interamente su RaiPlay dal 7 aprile 2023 e trasmessa su Rai Gulp dal 18 aprile al 13 maggio 2023.

## Trama
Millenni fa, l'Erondar era un mondo in cui gli esseri umani vivevano in pace e armonia con le razze degli elfi, dei nani, degli orchi e dei draghi. Ma era anche un luogo in cui la magia abbondava, e alcuni cominciarono a usarla per il potere. Fu così che gli umani e i draghi strinsero un'alleanza, creando i Paladini: un ordine di cavalieri che, insieme ai draghi, proteggevano l'Erondar dalle forze del male; in particolare dai demoni dell'Inframondo, guidate dal malvagio Arcidemone. Ma tutto cambiò quando Arcana, maga e membro dei Paladini, tradì i suoi compagni per ottenere maggiori poteri magici dall'Arcidemone. Dopo una violenta battaglia, l'Arcidemone e il suo esercito furono banditi nell'Inframondo, mentre Arcana venne sconfitta e pietrificata. I draghi crearono una rete magica protettiva allacciata con nove nodi in tutto l'Erondar, che avrebbe tenuto sigillato l'Inframondo per sempre, ma ciò costò la vita ai nobili draghi, le cui anime i trasformarono in cristalli noti come le lacrime di drago.
Mille anni dopo, i draghi non ci sono più e le cronache della guerra e dei Paladini sono diventate una leggenda. L'Erondár è tornato a vivere in pace da molto tempo, ma il tecnocrate Mekan risveglia Arcana, che è ancora intenzionata a invadere l'Erondár. Mekan dona alla strega le nove lacrime di drago, in grado di attivare dei mostri meccanici chiamati Corruttori e sciogliere i nodi che sorreggono la rete di protezione.
Nel borgo cittadino di Borgovecchio, primo obiettivo di Arcana per il suo assalto, il giovane e ardimentoso Ian Aranill, la brillante e geniale Myrva Aranill – sorella di Ian – e il loro robusto amico orco Gmor Burpen, distruggono il corruttore e toccando la lacrima che era in lui entrano in contatto con il drago Draiken, ultimo della sua razza. Egli combatté la guerra in passato e, per sventare la nuova e malefica minaccia di Arcana, affida ai tre nuovi Paladini la missione di difendere i nodi magici e recuperare le lacrime di drago per risvegliare i suoi compagni.

## Episodi
| nº | Titolo originale                  | Prima TV         |
| -- | --------------------------------- | ---------------- |
| 1  | Una nuova speranza per l'Erondár  | 26 dicembre 2022 |
| 2  | La compagnia di Draiken           | 26 dicembre 2022 |
| 3  | La fucina di Brokr                | 26 dicembre 2022 |
| 4  | Il ritorno dei Paladini           | 26 dicembre 2022 |
| 5  | Fuga da Borgovecchio              | 22 aprile 2023   |
| 6  | Le isole volanti                  | 23 aprile 2023   |
| 7  | Elyana, la principessa degli elfi | 24 aprile 2023   |
| 8  | La minaccia di Arcana             | 25 aprile 2023   |
| 9  | Gli enigmi del tempio perduto     | 26 aprile 2023   |
| 10 | Alhazared e i nomadi del deserto  | 27 aprile 2023   |
| 11 | Il colosso delle sabbie           | 28 aprile 2023   |
| 12 | Il potere del trio                | 29 aprile 2023   |
| 13 | La solitudine di Arcana           | 30 aprile 2023   |
| 14 | Missione di soccorso              | 1º maggio 2023   |
| 15 | L'inganno                         | 2 maggio 2023    |
| 16 | Il segreto di Maila               | 3 maggio 2023    |
| 17 | Il nodo delle tempeste            | 4 maggio 2023    |
| 18 | Gli incubi dell'Inframondo        | 5 maggio 2023    |
| 19 | Sangue di drago                   | 6 maggio 2023    |
| 20 | Fuga dall'Inframondo              | 7 maggio 2023    |
| 21 | Gli spiriti dei draghi            | 8 maggio 2023    |
| 22 | Troppo tardi                      | 9 maggio 2023    |
| 23 | Il drago oscuro                   | 10 maggio 2023   |
| 24 | La vendetta di Mekan              | 11 maggio 2023   |
| 25 | La resa dei conti - Prima parte   | 12 maggio 2023   |
| 26 | La resa dei conti - Seconda parte | 13 maggio 2023   |

## Personaggi

### Personaggi principali
Ian Aranill
Doppiato da: Mosè Singh
Un ragazzo quattordicenne coraggioso, intrepido e anche un po' spocchioso. Fratello di Myrva e migliore amico di Gmor, ha una cotta per Elyana. Combatte con una spada.
Myrva Aranill
Doppiata da: Martina Tamburello
È la sorella di Ian, una ragazza molto intelligente che preferisce ragionare ed elaborare strategie prima di lanciarsi nella mischia, a differenza di Ian e Gmor. Per combattere usa una balestra.
Gmor Burpen
Doppiato da: Ermanno Giampetruzzi
Un orco, miglior amico di Ian e Myrva. Coraggioso, impavido, ma anche dal cuore buono. Fa spesso battute sarcastiche per ogni situazione. Combatte con un bastone.
Draiken
Doppiato da: Mario Zucca
Drago rosso, ultimo della sua specie. Accompagna i tre nuovi Paladini. Oltre a raccontare loro la storia dell'Erondár li aiuta a diventare dei bravi combattenti con dei preziosi consigli. Si scopre che un tempo era il drago di Arcana.

### Personaggi secondari
Brokr
Doppiato da: Giorgio Melazzi
Nano e fabbro che lavora in una fucina all'interno di una montagna. Aiuta i Paladini riparando la nave volante Skiblanir e combattendo con loro nella battaglia finale conto i demoni.
Elyana
Elfa e principessa delle isole volanti. Atletica, coraggiosa e a volte anche sarcastica. È l'interesse amoroso di Ian.
Alhazred
Mago e capo di una tribù di nomadi del deserto. Parla sempre con modo educato e lusinghiero. Combatte con un arco magico che può evocare con la magia. È l'interesse amoroso di Myrva.
Aran Herionill
Doppiato da: Claudio Moneta
Il padre di Ian e Myrva. Non sa nulla delle imprese da Paladini dei figli.

### Antagonisti
Arcana
Doppiata da: Stefania Patruno
Strega oscura e malvagia. Un tempo era un membro dei Paladini, finché non tradì i suoi compagni per ottenere maggiori poteri magici dall'Arcidemone.
Mekan
Doppiato da: Roberto Palermo
Tecnocrate alleato di Arcana, ma in realtà la utilizza come strumento per entrare nell'Inframondo.
Arcidemone
Re dei demoni e sovrano dell'Inframondo. È il nemico principale della serie, che progetta di corrompere tutto l'Erondár con la sua magia oscura e trasformarlo in un modo di tenebre e male.

## Produzione
A Lucca Comics & Games 2015 viene annunciata la realizzazione di una serie animata basata sulle avventure giovanili dei protagonisti della serie Dragonero, in collaborazione con Rai Fiction. In occasione di Cartoons on the Bay 2017 vengono mostrate le prime sequenze animate in anteprima assoluta, mentre a Lucca Comics 2017 viene proiettato l'episodio pilota della serie.
Gli episodi della prima stagione sono ventisei e tutti i soggetti sono opera dagli autori della serie, mentre il lavoro grafico di riferimento è realizzato da Riccardo Crosa. Francesco Artibani si è occupato delle sceneggiature degli episodi. Alla realizzazione della serie animata partecipano anche investitori esteri, essendoci l'intenzione di trasmettere la serie anche al di fuori dell'Italia.
Il 26 marzo 2020 viene ufficialmente annunciata la produzione, da parte della Rai e di Bonelli Editore, della prima stagione composta da 26 episodi di 26 minuti l’uno e viene fornita una prima sinossi.
La serie è stata prodotta da Bonelli Entertainment insieme a Rai Kids, PowerKids e NexusTV. Gli episodi sono diretti da Enrico Paolantonio e sceneggiati da Giovanni Masi, Federico Rossi Edrighi e Mauro Uzzeo. La colonna sonora è stata curata da Silvio Amato, il quale ha composto anche la sigla della serie I paladini dell'Erondár, scritta da F. Gregorio, arrangiata da Luca Tommasoni e interpretata da Anthony Conte.
Nel novembre 2023, viene annunciata la produzione della seconda stagione.

## Distribuzione
La serie viene presentata ufficialmente in occasione di Lucca Comics & Games 2022 nella giornata di sabato 29 ottobre, con la proiezione in anteprima dei primi quattro episodi e la pubblicazione di un artbook contenente approfondimenti e dietro le quinte della serie animata. Gli stessi episodi vengono anche trasmessi in prima visione TV su Rai 2 il 26 dicembre dello stesso anno e contestualmente vengono resi disponibili su RaiPlay. I restanti episodi sono stati pubblicati su RaiPlay il 7 aprile 2023 per poi andare in onda su Rai Gulp dal 18 aprile al 13 maggio 2023.